# Aharon Jehuda Lejb Steinman
Rabín Aharon Jehuda Lejb Steinman (1913 – 2017) byl izraelský rabín, jeden z předních představitelů litevské větve ortodoxního směru, předseda Rady učenců Tóry hnutí Degel ha-Tora.
Rabín Steinman studoval v době mezi světovými válkami na litevských ješivách. Brzy po dovršení svých dvaceti let se stal učitelem talmudu a po následujících téměř osmdesát let vyučoval Tóru na ješivách ve Švýcarsku a v Izraeli. Do veřejného života se zapojuje od 60. let 20. století, kdy se zaměřoval na podporu zakládání kolelů v Izraeli. Působí v litevské aškenázské komunitě jako hlavní poradce a mentor v otázkách výchovy. Když byla v 80. letech založena Rada učenců Tóry hnutí Degel ha-Tora, stal se jejím členem a od té doby začal rozšiřovat oblasti svého veřejného působení. Po smrti rabi Šacha stanul společně s rabi Eljašivem v čele litevské aškenázské komunity.
Po smrti rabi Eljašiva se stal vůdčí osobností nejstaršího litevskožidovského uskupení a je nejvyšší duchovní autoritou strany Degel ha-Tora, jejích novin Jated ne'eman a vzdělávacích ústavů a ješiv navázaných na tuto stranu. Jeho vliv však překračuje rámec litevské židovské tradice. Část příslušníků litevské tradice se však necítí být vázána jeho duchovním vedením, opustila instituce Degel ha-Tora a sdružila se v samostatné straně Benej Tora.
Rabi Steinman inicioval zakládání ješiv a kolelů v Izraeli i v zahraničí a v části z nich osobně figuruje jako předseda nebo patron. Stojí v čele kolelu Ponovežské ješivy a je členem vedení ješiv Gaon Jaakov a Orchot Tora. Až do začátku 21. století byl také roš ješiva Ponovežské ješivy pro mládež.
Je autorem přibližně třiceti knih, mezi nimiž vyniká řada nazvaná Ajelet ha-šachar, pojednávající o babylónském talmudu a o Tóře.